# 別府市三億日元保金殺人事件
別府市三億日元保金殺人事件（日语：別府3億円保険金殺人事件），指的是一起1974年11月17日發生於日本大分縣別府市的保金殺人事件。

## 概要
1974年11月17日下午10時，一輛日產Sunny（日産・サニー）以時速40公里自大分縣別府市的別府港第三碼頭墜入海面。一名地產經營者（男性，47歲）成功逃出，但其妻子（41歲）、長女（12歲）與次女（10歲）溺死。
事後證明此案是該男子為得到高額保金而蓄意作出的謀殺案。

## 判決
大分縣地方法院判定其蓄意殺人和詐騙保險金罪名成立，並判處作案人死刑。